# اضطرابات الغوص
اضطرابات الغوص أو الحالات الطبية المُرتبطة بالغوص هي حالاتٌ طبية ترتبط بالغوص. قد تظهرُ علامات وأعراض هذه الاضطرابات أثناء الغوص أو على السطح أو حتى بعد عدة ساعاتٍ من الغوص. يجب على الغواصين أن يتنفسوا غازًا يكون بنفس الضغط المحيط بهم (الضغط المحيط)، والذي قد يكون أكبر بكثير من الموجود على السطح. يزداد الضغط المحيط تحت الماء بمقدار 1 جو قياسي (100 كيلو باسكال) لكل عمق 10 أمتار (33 قدمًا).
الحالات الأساسية هي: علة تخفيف الضغط (والتي تشملُ مرض تخفيف الضغط والانصمام الهوائي الشرياني)، والتخدر بالنيتروجين، ومتلازمة الضغط العالي العصبي، والتسمم بالأكسجين، والإصابة الضغطية (انفجار الرئة). قد تحدثُ هذه الحالات نتيجةً لأسبابٍ أُخرى، ولكنها تُشكل مصدرَ قلقٍ خاص أثناء أنشطة الغوص.

## آثار الاختلاف في الضغط المحيط

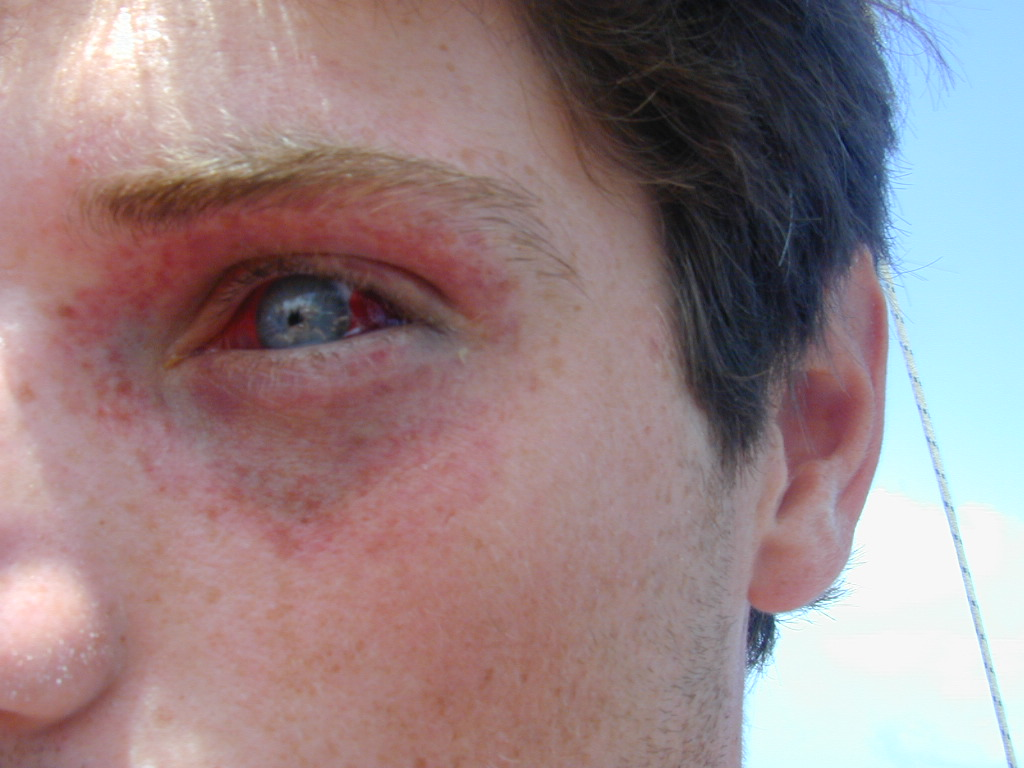
رضح ضغطي

ترتبط العديد من حوادث أو أمراض الغوص بتأثير الضغط على الغازات في الجسم، وتتضمن:
- رضح ضغطي
- ألم مفصلي ضغطي
- مرض تخفيف الضغط
- نخرة عظمية لخلل ضغطي
- متلازمة الضغط العالي العصبي
- تخدر بالنيتروجين
- تسمم بالأكسجين

## اضطرابات غير متعلقة بخلل الضغط ولكن مرتبطة بالغوص
هُناك اضطرابات غير مُرتبطة بالتغير الحاصل بالضغط ولكنها قد تحدث أثناء الغوص، وتتضمن:
- غرق
- متلازمة رشف الماء المالح
- نقص التأكسج
- وذمة رئوية محدثة بالسباحة
- إدرار الغطس
- فرط ثنائي أكسيد الكربون في الدم
- تسمم بأحادي أكسيد الكربون
- التهاب رئوي شحمي
- انخفاض درجة الحرارة
- قدم الخندق
- قضمة الصقيع
- فرط الحرارة
- داء الحركة
- شد عضلي

## العلاج
يعتمد علاج اضطرابات الغوص على نوع الاضطراب الحاصل، ولكن عادةً ما يُستعمل علاجين مع الإسعافات الأولية والعلاج النهائي عندما يتعلق الأمر بالغوص. الأول هو العلاج بالأكسجين والثاني هو المعالجة بالأكسجين عالي الضغط.